# Samuel Soares
Samuel Jumpe Soares dit Samuel Soares, né le 15 juin 2002 à Amadora au Portugal, est un footballeur portugais qui évolue au poste de gardien de but au Benfica Lisbonne.

## Biographie

### En club
Né à Amadora au Portugal, Samuel Soares est formé au Benfica Lisbonne, qu'il rejoint en 2013 en provenance de l'URD Tires (en). Avec les équipes de jeunes du Benfica il est notamment sacré champion avec les U15 lors de la saison 2016-2017 et est sacré champion également avec les U17 lors de la saison 2017-2018. Il signe son premier contrat professionnel avec Benfica le 10 août 2018.
Le 5 mars 2021, Soares prolonge son contrat avec son club formateur.
Il fait partie de l'équipe qui remporte la finale de l'UEFA Youth League 2021-2022 contre le Red Bull Salzbourg le 25 avril 2022.
Le 6 octobre 2022, Soares prolonge de nouveau son contrat avec Benfica. Il est cette fois lié au club jusqu'en juin 2027.
L'entraîneur Roger Schmidt lui donne sa chance en équipe première le 27 mai 2023, à l'occasion d'une rencontre de championnat contre le CD Santa Clara. Son équipe s'impose ce jour-là (3-0 score final). Cette apparition lui permet d'être sacré Champion du Portugal, le Benfica Lisbonne remportant le 38e titre de son histoire.

### En sélection
Samuel Soares est sélectionné avec l'équipe du Portugal des moins de 17 ans. Avec cette sélection il participe au championnat d'Europe des moins de 17 ans en 2019. Lors de ce tournoi organisé en Irlande il est le gardien titulaire de la sélection et joue quatre matchs. Son équipe se hisse jusqu'en quarts de finale, battue par l'Italie (1-0 score final).
Samuel Soares représente l'équipe du Portugal des moins de 19 ans. Il joue cinq matchs avec cette équipe entre 2019 et 2020.
Le 4 juin 2022, Soares joue son premier match avec l'équipe du Portugal espoirs, contre la Biélorussie. Il est titularisé et son équipe s'impose par cinq buts à un.

## Palmarès
Benfica Lisbonne
- Championnat du Portugal (1) :
  - Champion : 2023.